# Kane Basin

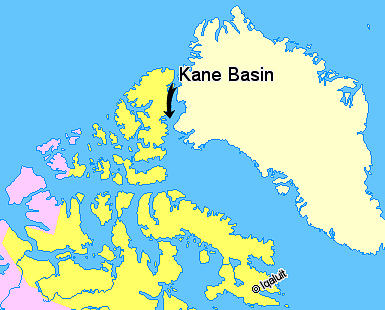
Lage des Kane Basins

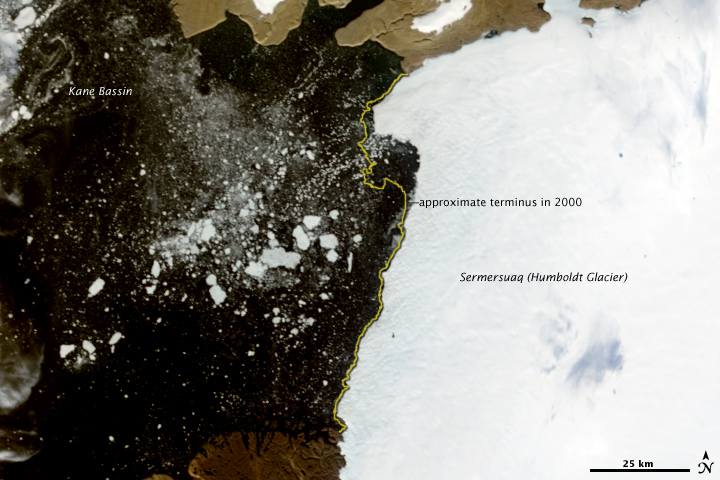
Satellitenbild des Kane Basins, rechts der Humboldt Gletsjer Grönlands

Das Kane Basin (grönländisch Ikersuaq) ist der breiteste Teil der Nares-Straße, einer Meerenge, die die Baffin Bay im Süden mit der Lincolnsee, einem Nebenmeer des Arktischen Ozeans, im Norden verbindet. Es ist etwa 180 km lang und bis zu 130 km breit. Begrenzt wird es im Westen von Ellesmere Island im kanadischen Territorium Nunavut und im Osten von Grönland. Im Süden geht das Kane Basin in den Smithsund über, im Norden in den Kennedy-Kanal. Es ist benannt nach dem US-amerikanischen Polarforscher Elisha Kane, der 1853 als erster westlicher Forscher das Gewässer erreichte.